# Elina Nečajeva
Elina Nečajeva (est. Elina Netšajeva; rođena 10. novembra 1991) je estonska sopranistica. Predstavljala je Estoniju na Pesmi Evrovizije 2018. u Lisabonu, u Portugalu, sa pesmom "La forza".
Godine 2009. javno je debitovala u trećoj sezoni emisije "Eesti otsib superstaari" (Estonija traži superzvijezdu), gde je učestvovala, ali je eliminisana. Diplomirala je na Talinskoj francuskoj školi 2011. godine. Diplomirala je 2016. godine na Estonskoj akademiji za muziku i pozorište sa magisterijem iz klasičnog pevanja. Nečajeva je bila voditeljica polufinala Eesti Laula 2017. (Izbor za estonsku pesmu za Pesmu Evrovizije), zajedno sa Markom Reikopom. 3. marta 2018. Nečajeva je pobedila na Eesti Laulu 2018. sa pesmom "La forza" koja je na italijanskom jeziku. Sa pesmom "La forza" je predstavljala Estoniju na Pesmi Evrovizije 2018. godine gde je osvojila 8 mesto sa 245 bodova.
Ona je mešovitog ruskog, čuvaškog i estonskog porekla, a takođe predstavlja i prvog učesnika Pesme Evrovizije čuvaškog porekla.